# Rhätische Bahn
A Rhätische Bahn (RhB) svájci vasúttársaság. 384 km hosszú hálózata az ország délkeleti részén, Graubünden kantonban található; a hálózaton panoráma- és regionális vonatokat, tehervonatokat, valamint autószállító vonatokat üzemeltet. A Bernina Express és a Glacier Express világszerte ismert márkák, míg a Bernina- és az Albula-vasút 2008 óta az UNESCO világörökség része.

## Szervezet

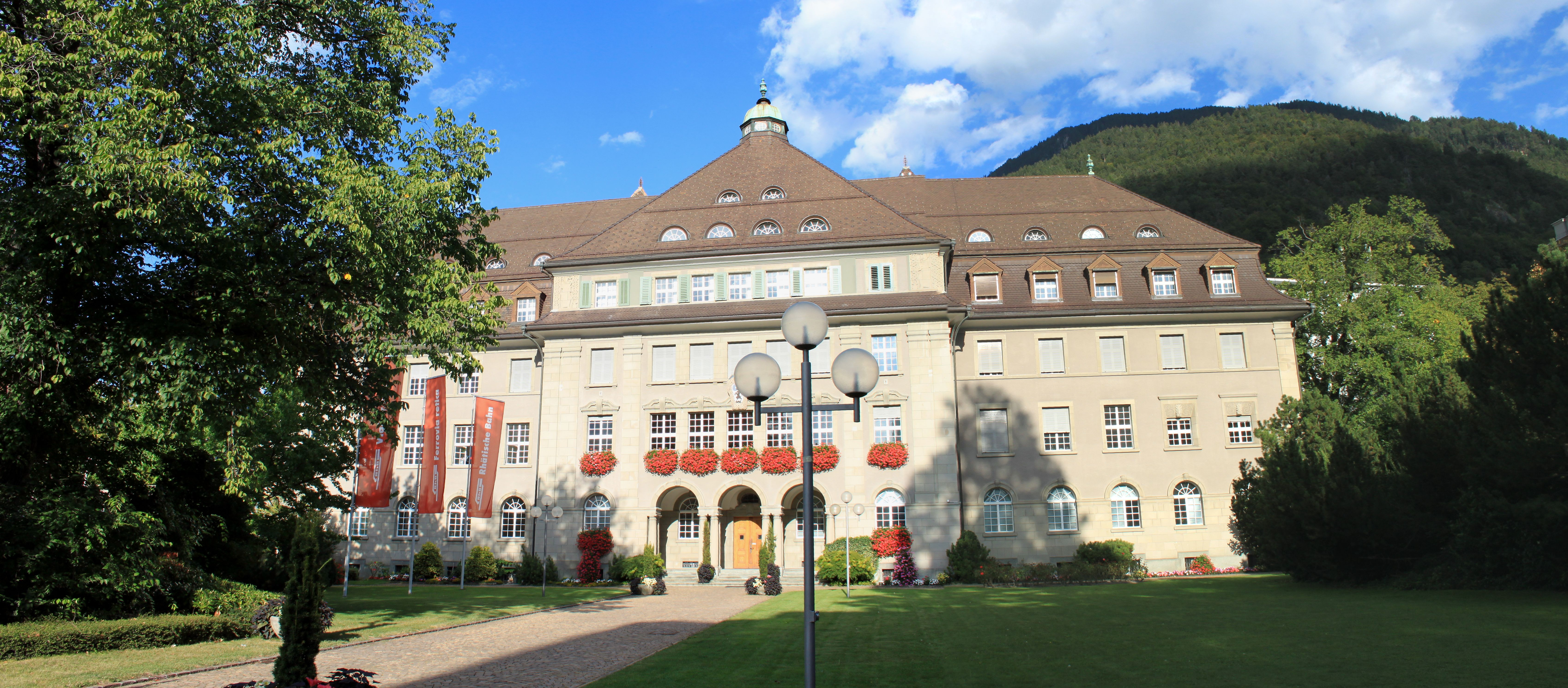
Az RhB székháza Churban

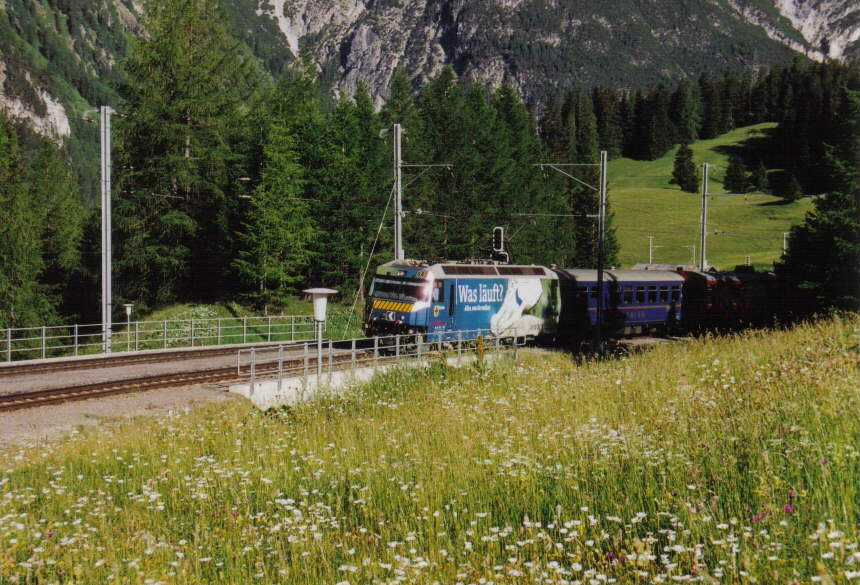
RhB vonat 2003 júniusában

A Rhätische Bahn részvénytársasági formában működik, Rhätische Bahn AG néven. Több mint 95%-ban köztulajdonban van, pontos tulajdoni struktúrája a következő:
- 51,3% Graubünden kanton,
- 43,1% Svájci Államszövetség,
- 4,6% magánszemélyek és magánvállalkozások,
- 1% graubündeni községek (önkormányzatok).

Közszolgáltatási feladatainak ellátásához az államszövetség és a kanton pénzügyileg is hozzájárul.
Mintegy 1500 alkalmazottjával az RhB Graubünden kanton egyik legnagyobb munkáltatója.

## Infrastruktúra

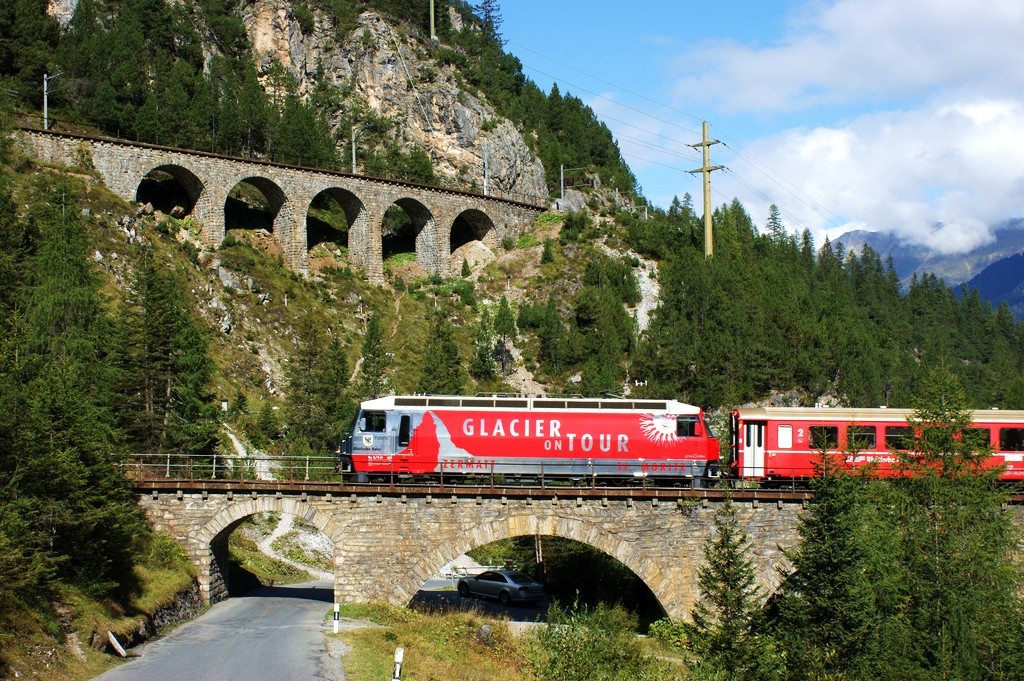
Műtárgyak az Albula-vasúton

A Rhätische Bahn 384 km hosszú, metrikus nyomtávú pályahálózatot üzemeltet. A hálózaton 612 híd és 115 alagút található. Ennek a hátulütője az infrastruktúra fenntartásának és megújításának magas finanszírozási igénye.

### Hálózat

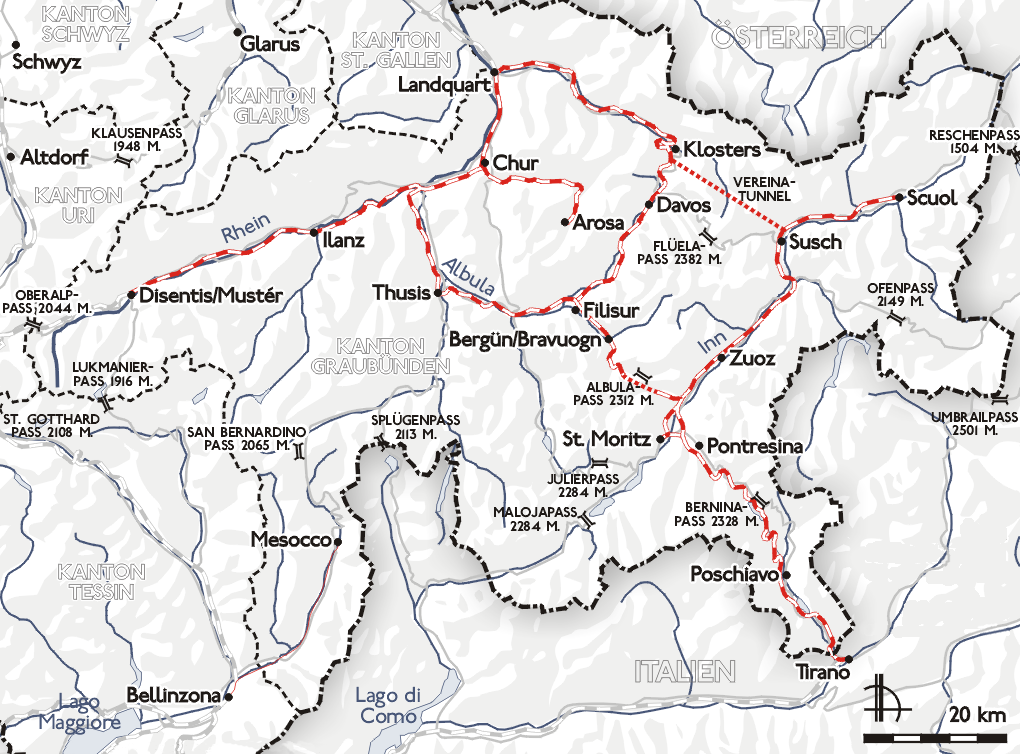
Az RhB vonalai

St. Moritz, Davos és Arosa jól ismert magashegyi üdülőhelyek Svájcban, amelyeket az RhB 1000 mm nyomtávolságú vonalai kötnek össze egymással, illetve a svájci országos hálózatra átszállva Európa nagyvárosaival. Az RhB a Brig—Visp—Zermattbahn (BZV) és a Furka Oberalpbahn (FO) vonalaival egy nagyobb kiterjedésű összefüggő, 1000 mm nyomtávolságú hálózatot alkot, amelynek a másik végpontja Zermattban van. A három vasúttársaság által üzemeltetett vonalak napjainkban Európa legnagyobb kiterjedésű keskeny nyomtávolságú hálózatát képezik, amelyet még a ma már csak turisztikai célokat szolgáló, gőzvontatású Furka-Hegyivasút (DFB) egészíti ki.
A Rhätische Bahn a következő vasútvonalakat üzemelteti:
- Landquart–Davos Platz-vasútvonal
- Davos Platz–Filisur-vasútvonal
- Landquart–Thusis-vasútvonal
- Albula-vasút (Thusis–St. Moritz)
- Samedan–Pontresina-vasútvonal
- Bever–Scuol-Tarasp-vasútvonal
- Bernina-vasút (St. Moritz–Tirano)
- Chur–Arosa-vasútvonal
- Bellinzona–Mesocco-vasútvonal (turisztikai forgalom külső üzemeltetővel)
- Vereina-vasútvonal

A Bernina- és az Albula-vasút 2008 óta az UNESCO világörökség része.

## Személyszállítás
Az RhB panoráma- és regionális vonatokat, valamint autószállító vonatokat üzemeltet. 2014-ben 10 093 000 utast szállított (ez a szám 1995-ben még csak 8 584 000, 2005-ben 9 226 000 fő volt).
Chur, Davos, Landquart és St. Moritz térségében jelentős hivatásforgalmat (ingázó forgalmat) bonyolít.

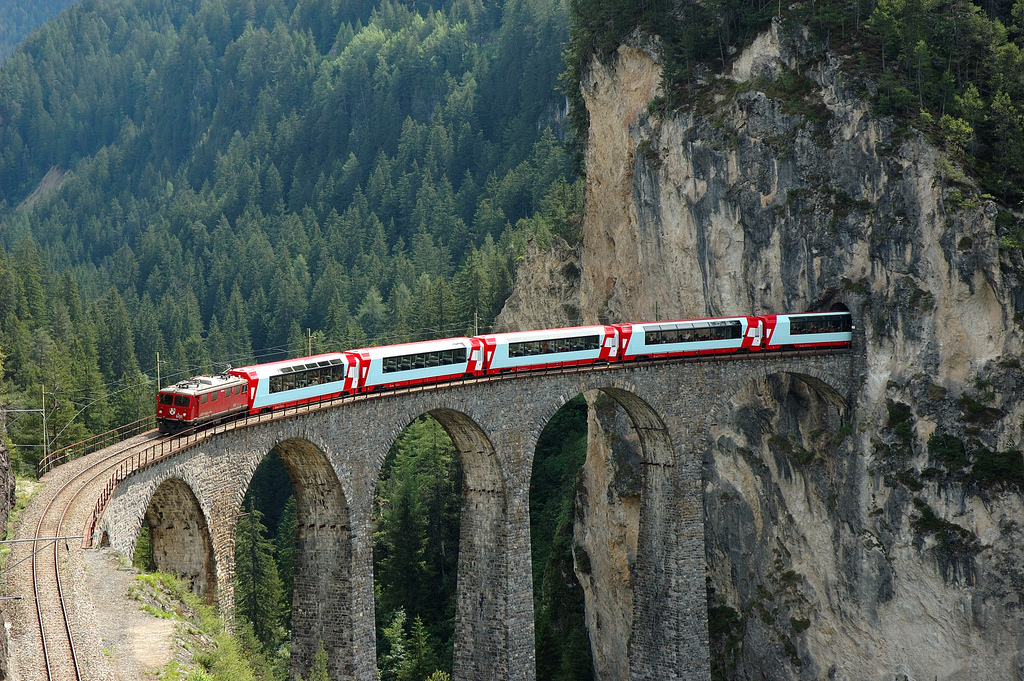
A Glacier Express a Landwasserviadukton

A Bernina Express és a Glacier Express világszerte ismert márkák. Ezek a járatok alapvetően turisztikai termékek, melyeket a Schweiz Tourismus és Graubünden Ferien turisztikai szervezetekkel, valamint az érintett üdülőhelyekkel (St. Moritz, Davos, Zermatt) együtt képviselnek.
- A Bernina Express nevű panorámavonat Churból indulva, az Albulatalon és Felső-Engadinon keresztül jut el a Bernina-hágónt található legmagasabb pontjára (2253 m), ahonnan látványos műtárgyakon át ereszkedik le az Olaszországi Tiranóba. Az út nagyjából 4 óráig tart.
- A Glacier Express, „a világ leglassabb gyorsvonata” 1930 óta közlekedik az Engadinból a Matterhornhoz (St. Moritz és Davos, valamint Zermatt között) az Albulatalon keresztül.[7]

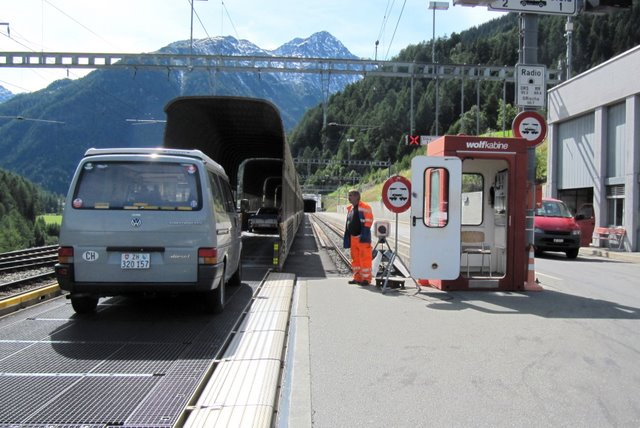
Beszállítás az autószállító vonatba Sagliainsban

A Vereina-alagútban közlekedő autószállító vonatok az egyetlen időjárástól független (télen is üzembiztos) kapcsolatot jelentik az Engadin és a Nordbünden között. Az 1999-ben megnyílt vonalon a szállított járművek – autóbuszok, személy- és tehergépkocsik – száma a 2000-es 306 000-ről 2014-re 473 000-re emelkedett.

## Teherszállítás
A társaság hálózatán teherszállítást is végez. A jellemző áruféleségek a rönkfa, építőanyag, élelmiszerek és italok, hulladékok és kőolajtermékek. A teherforgalom csökkenő tendenciát mutat: 2014-ben 547 000 tonna volt, míg 1995-ben még 872 000, 2005-ben 699 000 tonna.

## Fordítás
- Ez a szócikk részben vagy egészben a Rhätische Bahn című német Wikipédia-szócikk ezen változatának fordításán alapul.  Az eredeti cikk szerkesztőit annak laptörténete sorolja fel. Ez a jelzés csupán a megfogalmazás eredetét és a szerzői jogokat jelzi, nem szolgál a cikkben szereplő információk forrásmegjelöléseként.